# Липинский, Кароль
Кароль Йозеф Липинский (пол. Karol Józef Lipiński; 30 октября 1790, Радзынь-Подляский, на Люблинщине, ныне Польша — 16 декабря 1861, село Вирлов, современная Тернопольская область, Украина) — польский скрипач, композитор и педагог. Один из крупнейших скрипачей первой половины XIX века.

## Биография
С раннего детства проявил незаурядные музыкальные способности. Играть на скрипке научился с пяти лет — изначально у отца, скрипача и дирижёра Феликса Липинского (1765—1847).
После того как семья Липиньских переехала в 1799 году в Львов играл в оркестре под руководством отца и в камерных ансамблях. В конце 1809 года был нанят на должность концертмейстера в оркестр немецкого театра во Львове (Театральная привилегия, действовавшая до 1842 года, распространялась только на немецкий театр — польские актёры выступали только на основе не всегда формальных соглашений с австрийскими предпринимателями). После двух лет работы в оркестре он стал его капельмейстером. Жил во Львове в течение 40 лет до 1839 года, работая дирижёром, а затем директором оркестра. Во Львове было создано подавляющее большинство его сочинений.
В 1818 году Кароль Липинский предпринял путешествие в Италию с единственной целью услышать игру великого Никколо Паганини.
Паганини писал:
«Из Польши приехал некий Липинский только для того, чтобы слушать мою игру. Этот человек обожает меня и всюду следует за мной. Он решил не возвращаться на родину до тех пор, пока не поработает несколько лет в моём жанре, и никакого другого профессора скрипки слушать не хочет».
Между обоими музыкантами скоро установились дружеские отношения. Они часто встречались, играли дуэты для скрипок, а когда репертуар был исчерпан, переходили к импровизациям. Липинский дал в Пьяченце концерт, в котором исполнил с Паганини дуэт для скрипок. В этом совместном выступлении не было и тени соперничества, напротив, Паганини стремился способствовать успеху своего коллеги.
В 1819—1829 годах неоднократно выступал в России. Играл в ансамбле с М. Шимановской, Ф. Листом. Его игру высоко ценили М. И. Глинка, Р. Вагнер, Г. Берлиоз.
В 1829 году Липинский и Паганини вновь встретились в Варшаве, где Кароль служил концертмейстером-солистом придворного оркестра. Липинский дал свой концерт, по поводу которого появилась рецензия, восхвалявшая его и порочившая Паганини. В ответ на это другие рецензенты превозносили Паганини и порочили Липинского. Чтобы защитить себя от подозрений в том, что он заинтересован в нападках на Паганини, Липинский выступил в печати с собственной статьёй. Паганини, относившийся к этой полемике без особого интереса, охладел к Липинскому. Когда его спросили, кто, по его мнению, первый в мире скрипач, он ответил: «Не знаю, кто первый. Но второй — несомненно, Липинский».
Роберт Шуман посвятил Липинскому фортепианный цикл «Карнавал».
Воспитал известных музыкантов Г. Венявского, Й. Бёма, Й. Иоахима, С. Сервачиньского. В 1859 году основал музыкальную школу для крестьянских детей в Урлуве и преподавал в ней.

## Память

### В кинематографе
- Никколо Паганини, СССР-Болгария, 1982 г.  В роли Александр Романцов